# Daniel Kass
Daniel Kass (Pompton Plains (New Jersey), 21 september 1982) is een professionele Amerikaanse snowboarder. Hij is vooral bekend van zijn flips en spins in de half-pipe en zijn punk imago.
Hij heeft onder andere Zilveren medailles gewonnen op de Olympische Winterspelen van 2002 en 2006, 3 gouden medailles op de US Open en verscheidene medailles op de X Games.
Samen met zijn broer, Matt Kass, en vrienden begon hij het bedrijf Gredade Gloves. Dat begon met snowboard handschoenen, maar zal worden uitgebreid met snowboard kleding.
| Logo van de Olympische Spelen | Goud | Zilver | Brons | Logo van de Olympische Spelen |
|                               | 0    | 2      | 0     |                               |
| X-Games                       | Goud | Zilver | Brons | X-Games                       |
|                               | 1    | 4      | 1     |                               |